# Harun er-Rašid
Harun al-Rašid (17. ožujka 763. – 24. ožujka 809.) (Hārūn al-Rashīd (arapski: هارون الرشيد‎; Harun ar-Rashid) bio je peti i jedan od najvećih i najpoznatijih abasidski kalifa. Vladao je od 786. do 809., a njegovu je vladavinu obilježio znanstveni, kulturni i vjerski procvat. 
Harun al-Rašid rođen je u gradu Raj u Iranu, u blizini Teherana. Bio je sin trećega kalifa Al-Mahdija, koji je vladao od 775. do 785.g. i jemenske robinje Al-Khayzuran.
Harun el-Rašid imao je tijekom svoje vladavine uspostavljene diplomatske odnose s Karlom Velikim, te s kineskim carem. Njegov se raskošni dvor dovodi u vezu s glasovitim pričama iz Tisuću i jedne noći.
Privremena mu je prijestolnica u 8. stoljeću bila Ar-Raqqa.